# Pterygorhabditis pakistanensis
Pterygorhabditis pakistanensis är en rundmaskart. Pterygorhabditis pakistanensis ingår i släktet Pterygorhabditis och familjen Pterygorhabditidae. Inga underarter finns listade i Catalogue of Life.